# Elisa Piqueras
Elisa Piqueras Lozano, née à Albacete en 1912 et morte à Valence en 1974, est une peintre, sculptrice et professeure espagnole.

## Biographie
Née à Albacete, elle étudie à  l'Académie royale des beaux-arts de San Carlos de Valence. 
Elle y rencontre l'artiste Juan Renau qu'elle épouse. Il est le frère du peintre Josep Renau.
Elle adhère à la section d'arts plastiques de l'Alliance des intellectuels antifascistes, alors qu'éclate le putsch du 18 juillet 1936 qui déclenche la guerre d’Espagne. Elle participe alors au mouvement des intellectuels pour la défense de la culture.
Pendant la guerre d'Espagne, elle réalise des illustrations pour le journal Verdad de Max Aub. Elle collabore aux campagnes du Secours rouge international et participe activement à la conférence nationale des femmes antifascistes de Valence en 1937 avec Emilia Elías, Carmen Manzane et Dolores Ibárruri.
En 1938, elle s'installe à Barcelone où elle est professeure de dessin à l'Institut Ouvrier.
En janvier 1939, lors de la Retirada, elle traverse à pied la frontière par Le Perthus. Elle est incarcérée au camp de concentration d'Argelès-sur-Mer.
Elle réussit à se réfugier en Colombie, avec son mari, grâce à l'aide de leur ancien professeur José María Ots Capdequí.
En 1946, elle s'exile au Mexique. Elle effectue sa nouvelle carrière à Bogota et au Mexique où elle fait des affiches de cinéma.
Elle revient à Valence en 1957, où elle décède à l'âge de 62 ans.